# Gouvernement d'unité nationale (Hongrie)
Pour les articles homonymes, voir Gouvernement d'unité nationale.

Armoiries utilisées par le régime de Szálasi.

Le Gouvernement d'unité nationale (Nemzeti Összefogás Kormánya) est le régime politique en place dans le Royaume de Hongrie, durant la brève période où le Parti des Croix fléchées de Ferenc Szálasi, mis au pouvoir par l'Allemagne nazie, dirige le pays. Le régime se maintient entre le 16 octobre 1944 et le début du mois d'avril 1945, date du départ des dernières unités allemandes déployées dans le pays.

## Contexte
Le 19 mars 1944, craignant que la Hongrie ne conclue une paix séparée avec les Alliés, l'Allemagne nazie déclenche l'opération Margarethe et envahit le pays. Le régent Miklós Horthy est assigné à résidence, et un gouvernement pro-allemand, dirigé par Döme Sztójay, est mis en place. La Hongrie collabore alors activement à la Shoah. Mais, dès le mois d'août, Horthy reprend l'initiative et limoge le gouvernement. En septembre, l'Armée rouge envahit le sol hongrois, à la poursuite des Allemands. Horthy négocie alors un armistice séparé mais, le 15 octobre 1944, un commando allemand kidnappe son fils. Le régent est contraint à l'abdication.

## Un régime éphémère

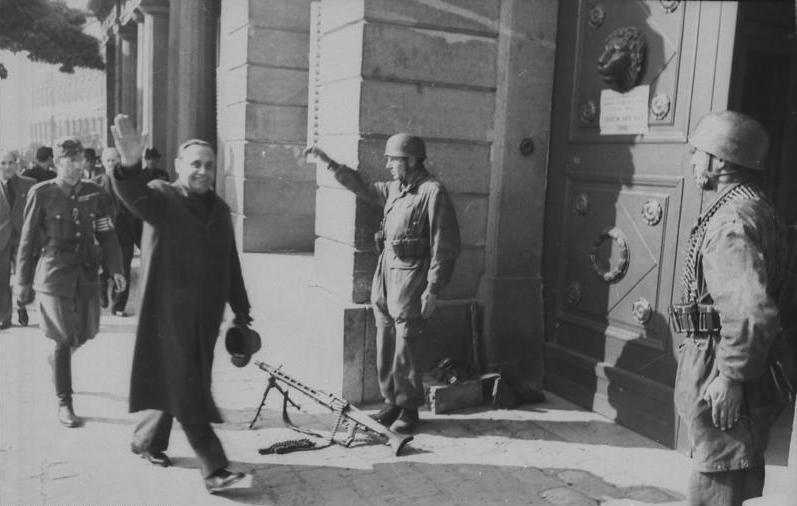
Ferenc Szálasi.

Drapeau du parti des Croix fléchées de 1942 à 1945.

Le 16 octobre, Miklós Horthy, avant d'être déporté par les Allemands, nomme le chef des Croix fléchées Ferenc Szálasi premier ministre du Royaume. Le parlement approuve ensuite la formation d'un Conseil de régence (Kormányzótanács) dirigé par Szálasi, compromis jusqu'au bout avec les Allemands, sur les ordres de Ribbentrop. Ce dernier est nommé le 3 novembre 1944 Chef de la Nation (Nemzetvezető), cumulant la charge de Chef de l'État avec celle de Chef du gouvernement. La loi martiale est déclarée. 
La Hongrie ne tarde pas à devenir un vaste champ de bataille. Idéologue du hungarisme, déclinaison hongroise du national-socialisme, Szálasi avait promis la grandeur pour la Hongrie et la prospérité pour les paysans ; dans les faits, les Hongrois assistent à l'émiettement de leur pays et à la lente destruction de leur armée, en grande partie fidèle au nouveau gouvernement dirigé par Szálasi. En coopération avec les Allemands, Szálasi reprend la déportation des Juifs, en particulier à Budapest qui avait été relativement épargnée jusque-là. Des milliers de Juifs sont tués par les Croix Fléchées. Sur les 825 000 Juifs résidant dans la Hongrie agrandie de 1941 seulement 255 000 survivront à la Shoah. Environ 63 000 avaient déjà été assassinés avant l'occupation allemande de 1944. Sous l'occupation allemande, un peu plus de 500 000 sont assassinés ou meurent des suites de la déportation ou des mauvais traitements. Parmi les survivants, environ 190 000 d'entre eux vivaient sur le territoire qui était celui de la Hongrie en 1920. 180 000 Juifs de la Hongrie d'avant 1939 auront été victimes de la Shoah. Des milliers de Roms de Hongrie sont également tués.
Le pays est ravagé, à la fois par la politique de terre brûlée, menée par les armées allemandes en retraite, ainsi que les pillages à grande échelle des soldats de l'Armée Rouge, se livrant également à des viols de masse et de nombreuses autres atrocités.
Intégrés à l'armée allemande, les débris de la seconde armée sont regroupés dans une unité appelée Armeegruppe Fretter-Pico, du nom du général Maximilian Fretter-Pico qui la commande. Ils obtiennent un succès militaire modeste, du 15 septembre au 24 octobre 1944, lors de la bataille de Debrecen, au moment où Horthy signe un armistice avec les Soviétiques : l'Armeegruppe Fretter-Pico parvient à encercler le Groupe mobile Pyilev. Ce succès coûteux n'empêche pas la débandade complète de la 2e armée, le 1er décembre 1944. Depuis octobre 1944 sont également en formation deux divisions de Waffen-SS hongrois (la 25e division de grenadiers SS "Hunyadi" et la 26e division de grenadiers SS "Hungaria", issus d'anciens soldats de la Honved (armée territoriale hongroise), de Croix fléchées et de jeunes volontaires. Ces deux divisions sont dirigées en majorité par des officiers hongrois. Leur constitution sera lente, et elles ne seront engagées qu'à partir du mois de janvier 1945 contre les Soviétiques. D'autres volontaires SS hongrois furent engagés dans des divisions constituées de Volkdeutsche de Hongrie.

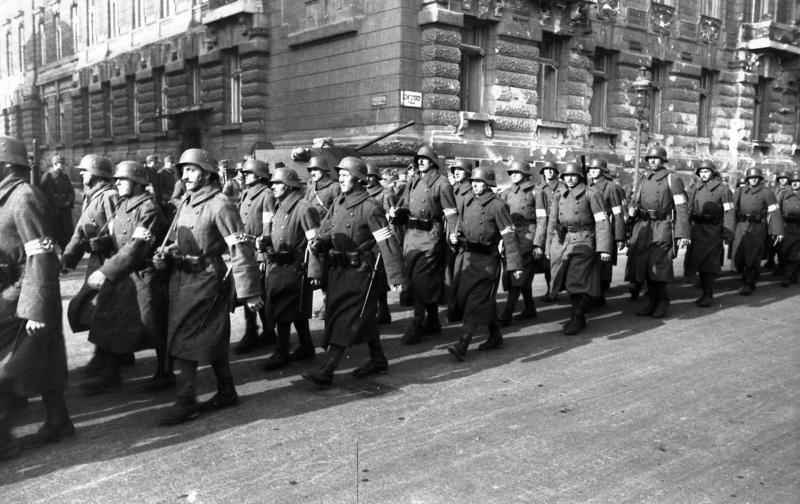
Troupes des Croix fléchées défilant dans Budapest en octobre 1944.

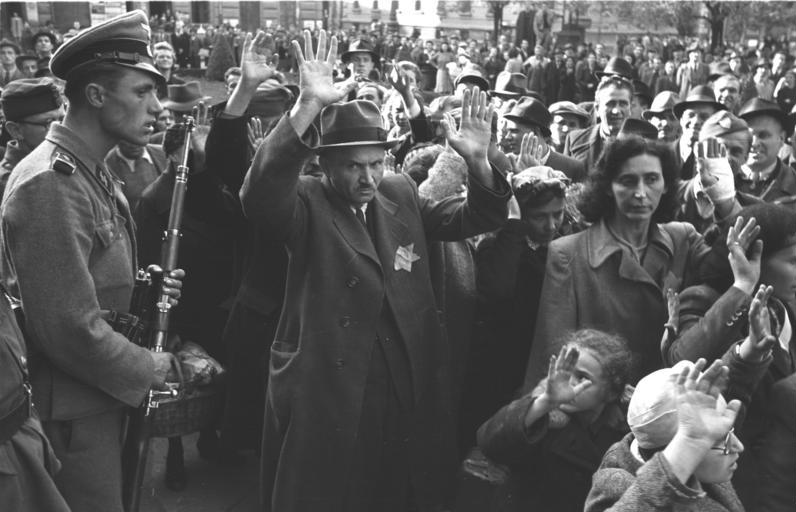
Arrestation de Juifs à Budapest en octobre 1944.

Bien que le pays soit en plein chaos, Szálasi emploie un temps précieux à rédiger des textes politiques dans l'esprit de sa doctrine du "Hungarisme", établissant des plans pour un futur régime corporatiste. Il effectue en outre de nombreuses visites des territoires sous le contrôle de son gouvernement, alors même que les troupes soviétiques gagnent du terrain. Une grande partie des tâches politiques sont déléguées au vice-premier ministre Jenő Szöllősi. Au début du mois de décembre, face à l'avance des troupes soviétiques, le gouvernement évacue Budapest : la portion du territoire contrôlée par le régime de Szálasi se réduit progressivement à un quart du territoire hongrois.
Le 28 décembre 1944, un parlement intérimaire se réunit à  Debrecen et nomme Béla Miklós premier ministre, proclamant la déchéance de Szálasi. Le gouvernement de Miklós exerce un contrôle théorique sur les zones occupées par les Soviétiques, tandis que les loyalistes du régime des Croix fléchées continuent le combat aux côtés des Allemands dans le reste du pays.
L'armée Rouge encercle complètement Budapest le 29 décembre 1944. C'est le début de la bataille de Budapest qui s'achève le 13 février 1945, lors de la reddition de la garnison de la ville. Ce qui reste de la première armée est complètement détruit 300 kilomètres au nord de Budapest entre le 1er janvier et le 16 février 1945. Budapest subit de lourdes pertes, au moins 25 000 civils périssent sous les bombes.
Le siège de la capitale se termine avec la reddition de la ville, le 13 février 1945. Les débris de la troisième armée hongroise sont anéantis entre le 16 et le 25 mars 1945. Le gouvernement Szálasi prend définitivement la fuite le 28 mars. Les dernières troupes allemandes évacuent le pays le 4 avril. Ferenc Szálasi et plusieurs autres membres de son gouvernement sont exécutés après la guerre.

## Composition du gouvernement

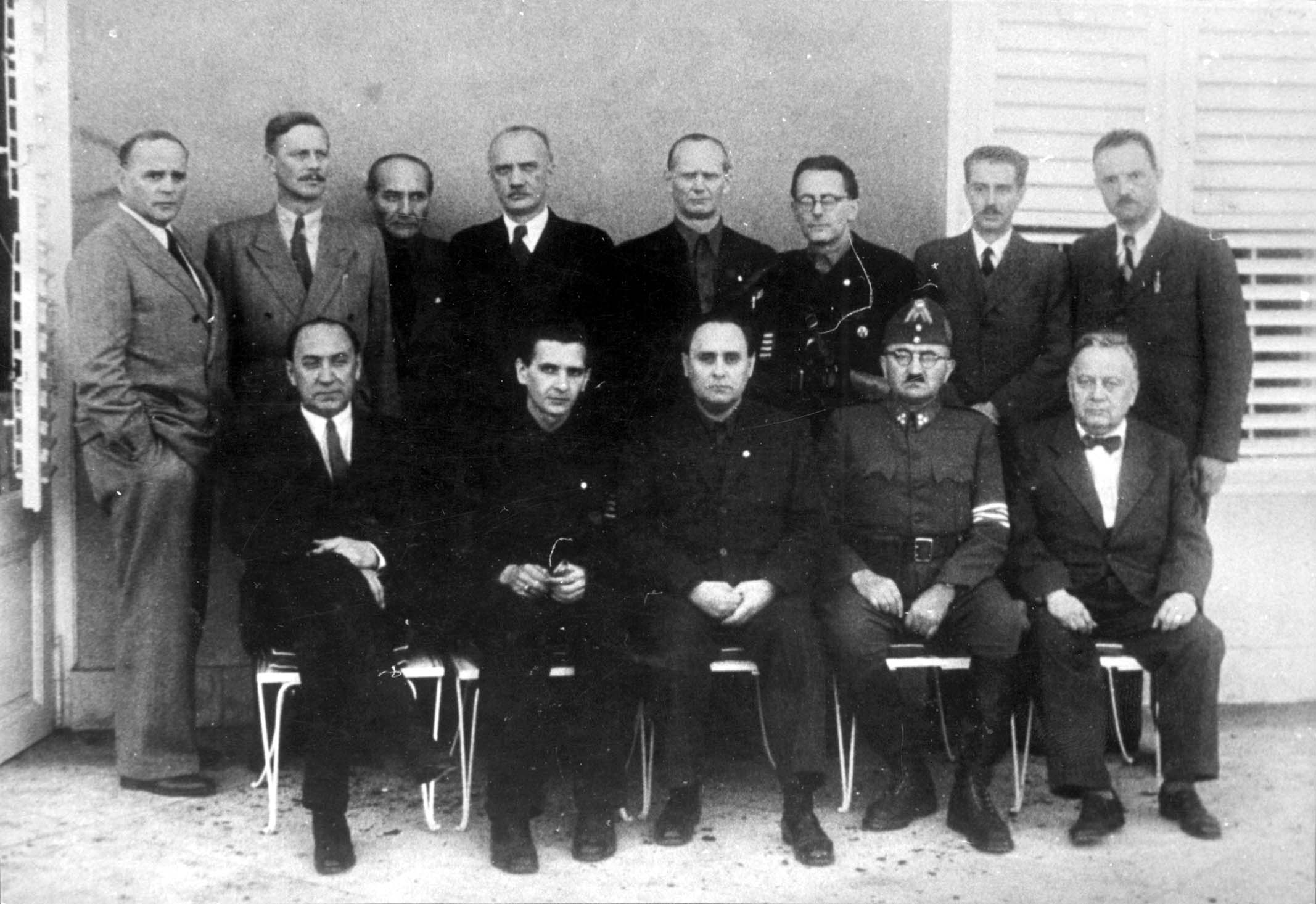
Ferenc Szálasi (assis, au centre) et ses ministres.

- Ferenc Szálasi, Premier ministre et Chef de l'État ("Chef de la Nation")
- Jenő Szöllősi, Vice-Premier ministre
- Gábor Kemény, Ministre des affaires étrangères
- Lajos Reményi-Schneller, Ministre des finances
- László Budinszky, Secrétaire à la justice
- Károly Beregfy, Ministre de la défense
- Ferenc Rajniss, Ministre de l'éducation
- Fidél Pálffy, Secrétaire à l'agriculture
- Lajos Szász, Secrétaire au commerce et aux transports
- Emil Szakváry, Secrétaire à l'industrie
- Béla Jurcsek, Secrétaire aux affaires sociales
- Emil Kovarcz, Ministre sans portefeuille, chargé de la mobilisation générale de la Nation
- Ferenc Kassai-Schalmayer, Ministre sans portefeuille, chargé de la défense de la Nation et de la propagande
- Vilmos Hellebronth, Ministre sans portefeuille, chargé de la surveillance de la production
- Árpád Henney, Ministre délégué auprès du Chef de la Nation, chargé de son groupe de travail